# アウト・イン・ザ・カントリー
「アウト・イン・ザ・カントリー」（Out in the Country）は、スリー・ドッグ・ナイトが1970年に発表した楽曲。作詞作曲はポール・ウィリアムズとロジャー・ニコルズ。

## 概要
1970年3月31日発売のアルバム『It Ain't Easy』に収録された。メンバーの3人がユニゾンで歌っている。同年8月にシングルカット。10月17日から10月24日にかけてビルボード・Hot 100で2週連続15位を記録した。
ポール・ウィリアムズ自身のバージョンは、ロジャー・ニコルズとの共同名義のアルバム『We've Only Just Begun』（1970年）とソロ・アルバム『Life Goes On』（1972年）に収録されている。
R.E.M.が2003年にカバーしており、彼らのバージョンはコンピレーション・アルバム『Complete Rarities: Warner Bros. 1988–2011』（2014年）に収録されている。